# Sprzężona algebra Banacha
Sprzężona algebra Banacha – algebra Banacha A, która jako przestrzeń Banacha jest przestrzenią sprzężoną do pewnej przestrzeni Banacha E oraz dla każdego elementu a algebry A operacje
{\displaystyle x\mapsto a\cdot x,\;x\mapsto x\cdot a,\;x\in A}
są *-słabo ciągłe, tzn. ciągłe względem topologii {\displaystyle \sigma (A,E).} Sprzężone algebry Banacha są uogólnieniem W*-algebr (algebr von Neumanna), ale w przeciwieństwie do nich, przestrzenie do których są one sprzężone nie muszą być wyznaczone jednoznacznie z dokładnością do izomorfizmu.

## Przykłady
- Dowolna W*-algebra jest sprzężoną algebrą Banacha.
- Algebra miar borelowskich (z mnożeniem jako działaniem splotu miar) na lokalnie zwartej grupie topologicznej G jest sprzężoną algebrą Banacha. Algebra ta jest przestrzenią sprzężoną do przestrzeni funkcji ciągłychh na G, znikających w nieskończoności.
- Algebra operatorów ograniczonych {\displaystyle {\mathcal {B}}(E)} na refleksywnej przestrzeni Banacha E. W tym przypadku:

{\displaystyle {\mathcal {B}}(E)=(E{\hat {\otimes }}E^{*})^{*}} (symbol {\displaystyle {\hat {\otimes }}} oznacza projektywny iloczyn tensorowy przestrzeni Banacha).
- Jeżeli A jest algebrą Banacha, to {\displaystyle A^{**}} z działaniem iloczynu Arensa jest sprzężoną algebrą Banacha wtedy i tylko wtedy, gdy działanie to jest regularne w sensie Arensa[1].
- *-słabo domknięte podalgebry sprzężonej algebry Banacha są sprzężonymi algebrami Banacha.

## Reprezentacja sprzężonych algebr Banacha
Każdą C*-algebrę można zanurzyć w algebrę operatorów na pewnej przestrzeni Hilberta (konstrukcja Gelfanda-Naimarka-Segala). Twierdzenie w podobnym duchu można udowodnić w przypadku sprzężonych algebr Banacha. Dokładniej, jeżeli A jest sprzężoną algebrą Banacha, to istnieje refleksywna przestrzeń Banacha E oraz homomorfizm
{\displaystyle \pi \colon A\to {\mathcal {B}}(E),}
który jest odwzorowaniem ciągłym względem {\displaystyle A} i {\displaystyle {\mathcal {B}}(E)} z *-słabymi topologiami.